# مرد-عنکبوتی شگفت‌انگیز (بازی ویدئویی ۲۰۱۲)
«مرد-عنکبوتی شگفت‌انگیز» (انگلیسی: The Amazing Spider-Man (2012 video game)) یک بازی ویدئویی در سبک بازی اکشن-ماجراییجهان باز سکوبازی است که توسط اکتیویژن و در سال ۲۰۱۲ و در پلت‌فرم‌های اکس‌باکس ۳۶۰، پلی‌استیشن ۳، مایکروسافت ویندوز، نینتندو ۳دی‌اس، نینتندو دی‌اس، وی، آی‌اواس، ویندوز فون ۵، اندروید، وی یو، و پلی‌استیشن ویتا منتشر شده‌است. داستان این بازی از پایان داستان فیلم مرد عنکبوتی شگفت‌انگیز شروع می‌شود.